# Хаммад ар-Равия
Абу-ль-Касим Хаммад ибн Абу Лайла Сапур (или Ибн Майсара) более известный как Хаммад ар-Равия (араб. حماد الراوية‎) — арабский учёный дейлемитского происхождения.
Хаммад родился в Куфе то ли в 694, то ли в 714 году. Считался самым знающим человеком своего времени о «днях арабов» (эпосы о межплеменных войнах), об их историях, поэмах, генеалогиях и диалектах. Говорили, что он хвастался тем, что может прочитать сто длинных касыд на каждую букву арабского алфавита (то есть рифмующихся на эти буквы) и все они были с доисламских времён. Упоминают, что Омейядский халиф Аль-Валид II испытал его и Хаммад прочитал ему 2900 доисламских касыд и халиф отблагодарил его за это 100 тыс. дирхамов. Халиф Язид II и его преемник Хишам были благосклонны к нему, последний перевёз его из Ирака в Дамаск.
Арабские критики упрекали его в том, что несмотря на свою учёность, Хаммад не обладал истинным пониманием гения арабского языка, а при чтении Корана он допустил тридцать (или три сотни) ошибок в произношении. Хаммаду приписывают собрание муаллак. От него не дошёл ни один диван, хотя он занимался сочинением собственных стихов и, возможно, его перу принадлежит большинство стихов, приписываемых более ранним авторам. Юнус ад-Дабби называл его лжецом и удивлялся тем, кто запоминал от него стихи.